# Fundats
En fundats er et oprettelsesdokument for et legat eller en fond. Dokumentet kaldes nogle gange en vedtægt og dokumentet skal beskrive en række regler for legatet/fonden. Fx hvad midlerne/kapitalen skal bruges til.
Jf. lov om fonde og visse foreninger, skal en vedtægt indeholde følgende:
1. fondens navn,
2. den kommune her i landet, hvor fonden skal have sit hjemsted (hovedkontor),
3. fondens formål,
4. størrelsen af fondens aktiver og egenkapital ved oprettelsen,
5. eventuelle særlige rettigheder eller fordele, der er tillagt stiftere eller andre,
6. antallet af bestyrelsesmedlemmer, og hvorledes de udpeges,
7. regnskabsaflæggelse, herunder regnskabsåret, og
8. anvendelse af overskud.